# 小型衛星

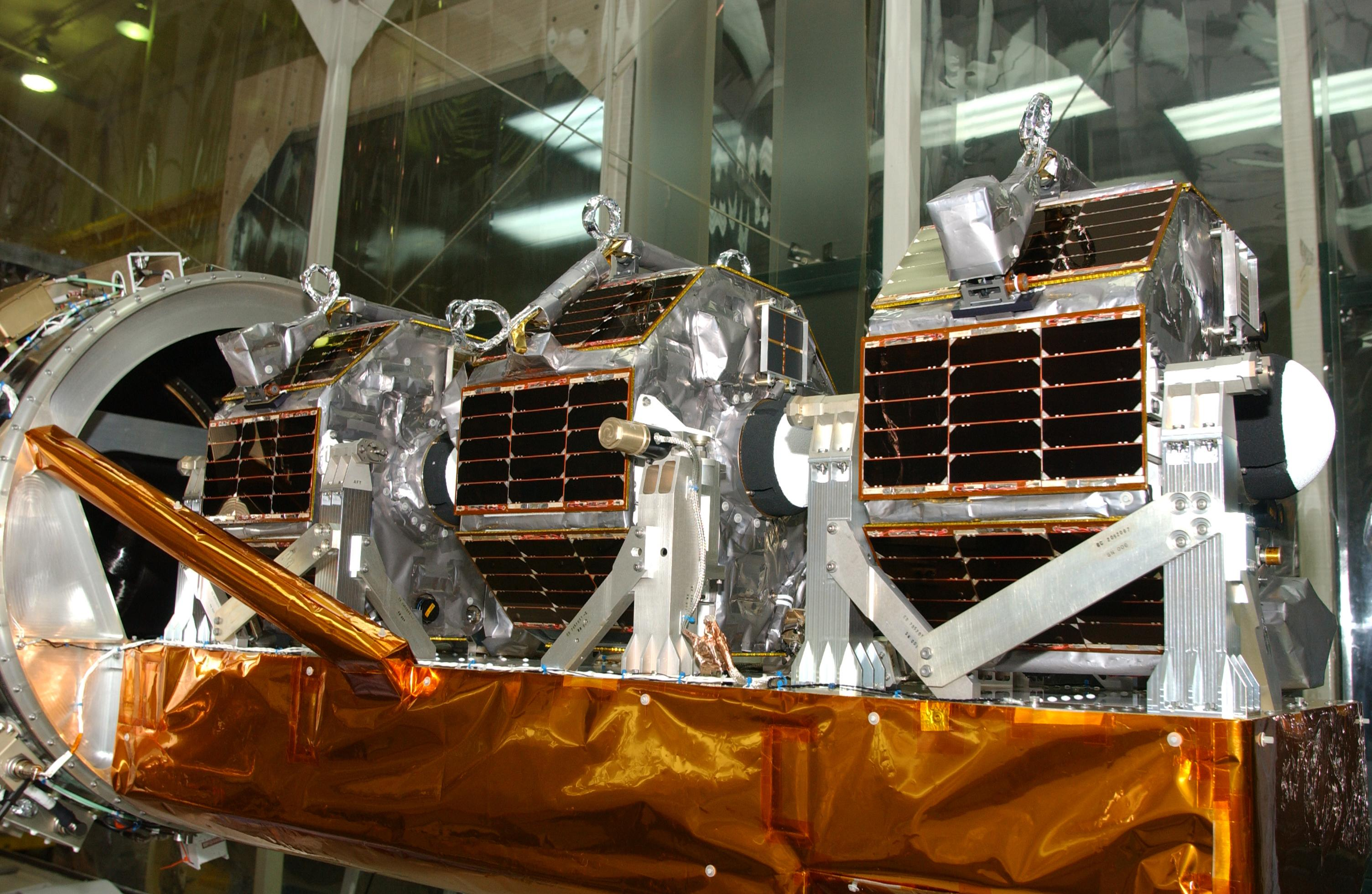
ST5による3機のマイクロサット。1機25 kg。

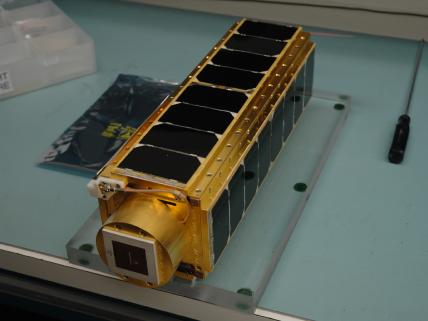
NASAのPharmaSat。5.5kg。

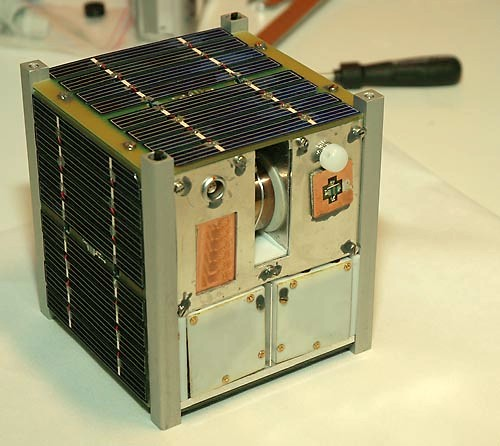
ノルウェーのnCube-2。10cm^{3}。

小型衛星（こがたえいせい、英: miniaturized satellite, small satellite）は小規模な人工衛星。明確な定義はなく、定義を重量が1000kg以下とするものや、500kg以下とするものもある。

## 歴史
宇宙開発初期の衛星はロケットの能力的制約があって必然的に小型衛星となった。ロケットが大型化、高性能化されるにしたがって人工衛星のサイズも増加していったが、同時にコスト面での負担や開発期間の長期化が問題視されるようになった。また、そうして作製された多目的・多機能衛星が打ち上げ後に喪失した場合の影響も必然的に大きくなってしまった。
冷戦が終結した1990年代に入ると、政治的、経済的状況が世界的に変化と技術革新により小型衛星でも大型衛星と遜色ない機能を搭載できるようになり、Smaller, Faster, Cheaper (より小さく、より速く、より安価に) の標語を元に小型人工衛星の開発と利用が注目を集めるようになった。特にアメリカは小型で開発期間の短い人工衛星開発構想を次々に打ち出していった（イリジウム衛星、ニュー・ミレニアム計画、SMEX）。
教育機関では、イギリスのサリー大学がベンチャー企業サリー・サテライト・テクノロジーを設立し、大学での教育・研究を目的とした小型衛星事業が始まる。1999年にはCubeSatが開発され、現在世界各国の大学や研究所が教育的衛星の開発事業に参入している。アメリカでは複数の大学や研究機関が共同して、CubeSat90機を軌道上に配置する地球観測ミッションを計画している。
近年の観測機器の発達により要求される衛星の大きさが減少し、数十年前の大型衛星と同等の能力を持つ超小型人工衛星も登場し始めている。また、ナノサットクラス（5kg以下）の衛星でもスラスター装置を搭載するものが出始めている。このような推進装置によって、超小型衛星による衛星コンステレーションの構成や軌道の変更、運用終了時の大気圏再突入処分といった利用が期待される。
小型衛星はほとんどが専用の打ち上げ用ロケットではなく、ピギーバック方式によって打ち上げられてきた。近年は打ち上げ機が大型化しつつあり、それに伴い、余剰の打ち上げ能力も増えつつあるため、打ち上げの機会が増えている。2016年には、10年前と比べて10倍もの打ち上げ数があった。

### 日本
日本初の人工衛星おおすみは1970年に打ち上げられ、重量は23.8kgの小型人工衛星だった。
日本アマチュア無線連盟は1986年にふじ1号を開発した。大学機関では、2002年に千葉工業大学が鯨生態観測衛星を開発したのをはじめとし、いくつかの大学の人工衛星がピギーバック衛星として打ち上げられている。民間企業ではかがやきやまいど1号が2009年に打ち上げられている。
JAXAなどの国家宇宙機関でも技術実証実験を兼ねて若手研究者に経験をつませるために小型人工衛星（れいめい、μ-LabSatなど）の開発を行ってきた。
2008年には超小型衛星のベンチャー企業、アクセルスペースが設立された。2009年には小型衛星に補正予算が2200万円付けられた。ただしその後の見直し事業において600万執行停止となっている。
2022年には国立天文台、東京大学、京都大学による超小型位置天文観測衛星ナノ・ジャスミンが打ち上げられる予定であり、超小型衛星の本格的な科学利用が始められている。公益財団法人無人宇宙実験システム研究開発機構が開発している地球観測用の小型衛星ASNAROは、海外への輸出を狙って開発されており、2014年に光学衛星が、2018年にレーダー衛星が打ち上げられている。
2012年に大阪工業大学が開発した世界初の電気推進ロケットエンジンによる超小型人工衛星「プロイテレス」を搭載したPSLV－C21ロケットがインド宇宙研究機関（ISRO）サティシュ・ダワン宇宙センターから発射された。

## 分類

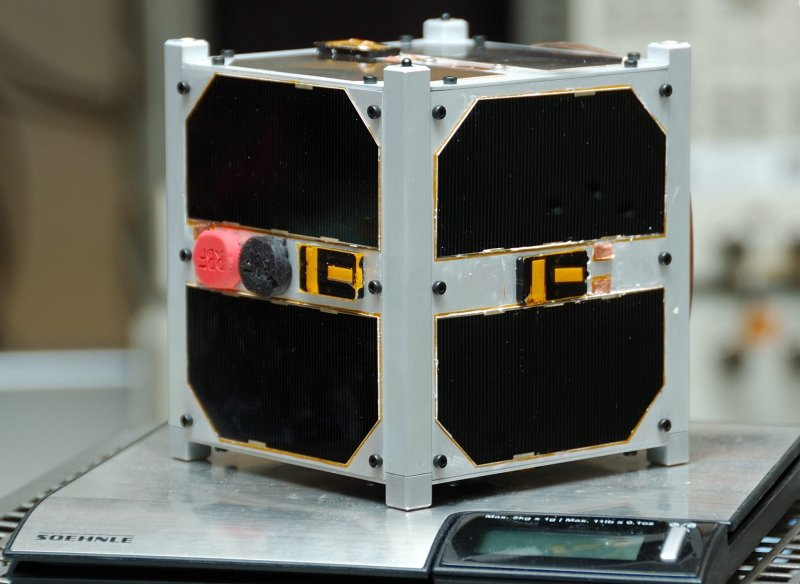
ナノサット – ESTCube-1

小型人工衛星はさらに重量によって以下のように分類される。しかし、この値も資料によってバラつきがある。
- ミニサット（英語: mini satellite) — 500kg以下 [2]
- マイクロサット（英語: micro satellite）— 100kg以下 [2]
- ナノサット（英語: nano satellite）— 10kg以下 [2]
- ピコサット（英語: pico satellite）— 1kg以下 [2]

上記の分類とはまた別に、日本固有の分類が存在する。以下に記載するものは2009年に制定された日本の宇宙基本計画における定義である。
- 小型衛星 - 100kgから1000kg程度
- 超小型衛星 - 100kg以下

## 超小型衛星の課題
超小型衛星はほとんどがピギーバック方式によって打ち上げられてきた。それによってコストを大幅に抑えることが出来たが、この方式では主衛星が常に最優先されるため、小型衛星側に打ち上げ時期や軌道といった様々な制約が課せられてしまう。そのため、今後の超小型衛星の市場発達のためには、超小型衛星専用の打ち上げ手段の確立が求められている。また他国の衛星や地上との電波障害を防止するための国際的な調整に時間がかかるという問題点もある。
以前より手軽に軌道に投入できるようになった反面、これらの衛星には宇宙用規格の部品ではなく、主に半導体関係を中心に入手の容易な部品を使用している場合が多いことや事前の試験による信頼性の確保や品質管理等も含めて技術的に不十分な衛星が増え、短期間で機能を停止する事によりスペースデブリ化する例が少なからずある。また、地上局の運営に十分な設備や経験や管制体制が整っていないため、予定していた期間より短期間で運用を終了する例もある。これらの機能を停止した衛星は軌道によっては数十年間にわたり軌道上に留まるものもあり、適切な軌道離脱措置を取らない限り、他の衛星や宇宙ステーション等の活動に悪影響を与える可能性がある。